# شهرستان موبایل (آلاباما)
شهرستان موبایل، آلاباما (به انگلیسی: Mobile County, Alabama) شهرستانی در ایالات متحده آمریکا است که در آلاباما واقع شده‌است.

## خصوصیات
شهرستان موبایل ۴٬۲۵۷٫۹۶ کیلومترمربع مساحت دارد.